# Каувічен-Лейк
Каувічен-Лейк (англ. Cowichan Lake) — індіанська резервація в Канаді, у провінції Британська Колумбія, у межах регіонального округу Каувічен-Велі.

## Населення
За даними перепису 2016 року, індіанська резервація нараховувала 21 особу, показавши скорочення на 36,4%, порівняно з 2011-м роком. Середня густина населення становила 49,4 осіб/км².

## Клімат
Середня річна температура становить 8,9°C, середня максимальна – 20,4°C, а середня мінімальна – -4,2°C. Середня річна кількість опадів – 2 043 мм.
| Клімат поселення                              | Клімат поселення | Клімат поселення | Клімат поселення | Клімат поселення | Клімат поселення | Клімат поселення | Клімат поселення | Клімат поселення | Клімат поселення | Клімат поселення | Клімат поселення | Клімат поселення | Клімат поселення |
| Показник                                      | Січ.             | Лют.             | Бер.             | Квіт.            | Трав.            | Черв.            | Лип.             | Серп.            | Вер.             | Жовт.            | Лист.            | Груд.            |                  |
| Середній максимум, °C                         | 7,51             | 9,10             | 10,93            | 13,52            | 16,95            | 19,81            | 20,00            | 20,35            | 17,15            | 12,48            | 8,01             | 5,05             |                  |
| Середня температура, °C                       | 1,63             | 3,22             | 5,06             | 7,64             | 11,08            | 13,93            | 16,79            | 17,12            | 13,94            | 9,24             | 4,80             | 1,82             |                  |
| Середній мінімум, °C                          | −4,24            | −2,64            | −0,82            | 1,77             | 5,20             | 8,06             | 13,57            | 13,92            | 10,72            | 6,03             | 1,57             | −1,4             |                  |
| Норма опадів, мм                              | 331              | 235              | 208              | 127              | 77               | 54               | 34               | 49               | 56               | 206              | 340              | 326              |                  |
| Середньомісячна швидкість вітру, м/с          | 2.79             | 2.68             | 2.88             | 2.97             | 2.91             | 2.98             | 2.82             | 2.49             | 2.20             | 2.31             | 2.76             | 2.70             |                  |
| Середньомісячна сонячна радіація, кДж/м²·день | 3121             | 5911             | 9730             | 14675            | 18484            | 19704            | 20881            | 17899            | 13113            | 7116             | 3600             | 2471             |                  |
| --------------------------------------------- | ---------------- | ---------------- | ---------------- | ---------------- | ---------------- | ---------------- | ---------------- | ---------------- | ---------------- | ---------------- | ---------------- | ---------------- | ---------------- |
| Джерело:                                      |                  |                  |                  |                  |                  |                  |                  |                  |                  |                  |                  |                  |                  |